# モルディブイメージガール
モルディブイメージガールは、モルディブ共和国を日本でアピールするために選出されているキャンペーンガール。コンテストは、大手水着販売店三愛がスポンサーの一つとなっており、同社主催の水着ショーに参加もしている。

## 歴代キャンペーンガール
- 第1回 佐々木久美
- 第2回 柿埜静
- 第3回 澤村百合子
- 第4回 仲千菜美
- 第5回 右手愛美
- 第6回 大野瑠衣